# Preoncsillag
A preoncsillag egy hipotetikus kompakt csillag, melyet preonok alkotnak. A preonok az
elméleti szubatomi részecskék egy csoportja, melyek a kvarkokat és a leptonokat alkotják. Valószínű, hogy a preoncsillagnak roppant nagy a sűrűsége: 1020 g/cm³, 
tehát ilyen szempontból a kvarkcsillag és a fekete lyuk között foglal helyet. Egy Föld tömegű preoncsillag kb.
teniszlabda méretű lehet.
Az ilyen objektumokat főként a gammasugarak gravitációs lencsézésével észlelik. A preoncsillagok létezése talán megmagyarázza azt a rejtélyes megfigyelést, amely a sötét anyag hipotézishez vezetett. A preoncsillagok eredete szupernóva-robbanás vagy az ősrobbanás.
Az általános relativitásban ha egy csillag az eseményhorizontjánál kisebbre omlik össze, fekete lyukká válik. Egy naptömegű objektum esetén az eseményhorizont sugara 3 km; tehát minden egzotikus preoncsillag-állapotú
objektumnak ennél a méretnél nagyobb sugárral kell rendelkeznie.

## Fordítás
- Ez a szócikk részben vagy egészben  a   Preon star című angol Wikipédia-szócikk fordításán alapul.  Az eredeti cikk szerkesztőit annak laptörténete sorolja fel. Ez a jelzés csupán a megfogalmazás eredetét és a szerzői jogokat jelzi, nem szolgál a cikkben szereplő információk forrásmegjelöléseként.